# Liste der diplomatischen Vertretungen in Turkmenistan

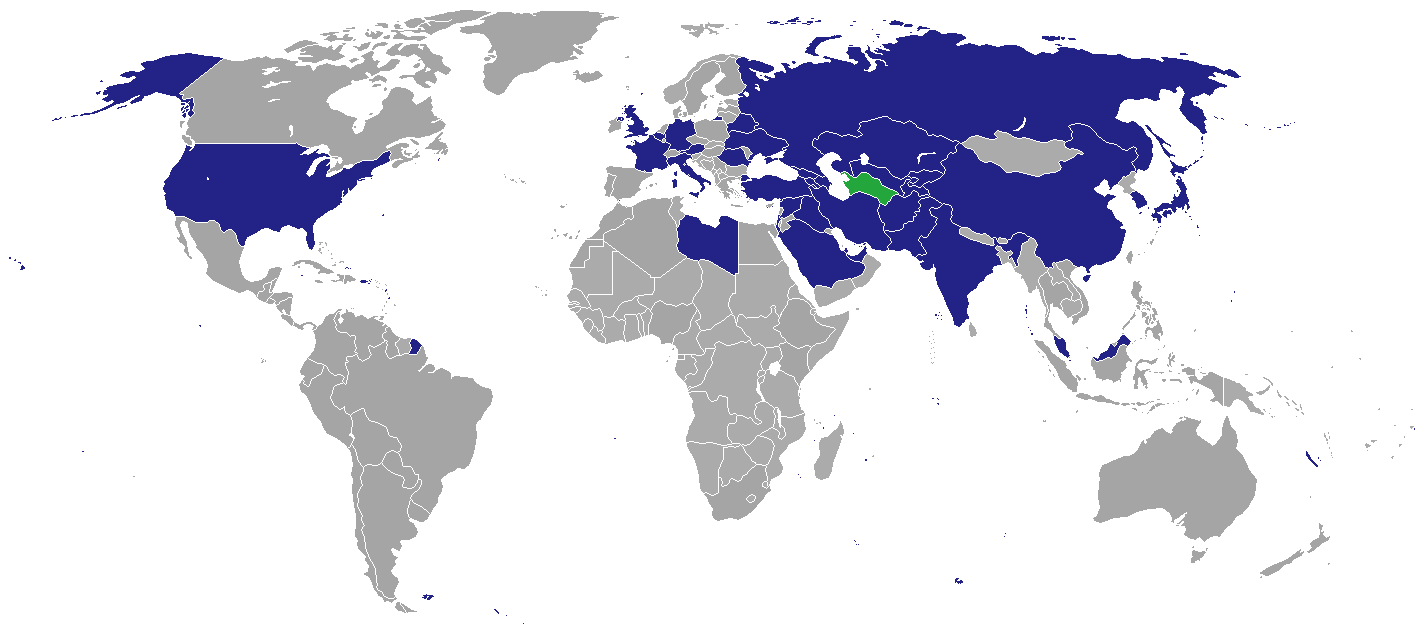
Staaten mit einer Botschaft in Turkmenistan

Die Liste der diplomatischen Vertretungen in Turkmenistan führt Botschaften und Konsulate auf, die im asiatischen Staat Turkmenistan eingerichtet sind (Stand 2019).

## Botschaften in Turkmenistan
32 Botschaften sind in Turkmenistans Hauptstadt eingerichtet (Stand 2019).

### Staaten
| - Afghanistan: Botschaft - Armenien: Botschaft - Aserbaidschan: Botschaft - Belarus: Botschaft - Volksrepublik China: Botschaft - Frankreich: Botschaft - Georgien: Botschaft - Deutschland: Botschaft - Indien: Botschaft - Iran: Botschaft - Israel: Botschaft - Italien: Botschaft - Japan: Botschaft - Kasachstan: Botschaft - Kirgisistan: Botschaft | - Libyen: Botschaft - Malaysia: Botschaft - Pakistan: Botschaft - Palästina: Botschaft - Katar: Botschaft - Rumänien: Botschaft - Russland: Botschaft - Saudi-Arabien: Botschaft - Südkorea: Botschaft - Tadschikistan: Botschaft - Türkei: Botschaft - Ukraine: Botschaft - Vereinigte Arabische Emirate: Botschaft - Vereinigtes Königreich: Botschaft - Vereinigte Staaten: Botschaft - Usbekistan: Botschaft |

### Vertretungen Internationaler Organisationen
- Vatikanstadt: Botschaft